# Openbaar aquarium

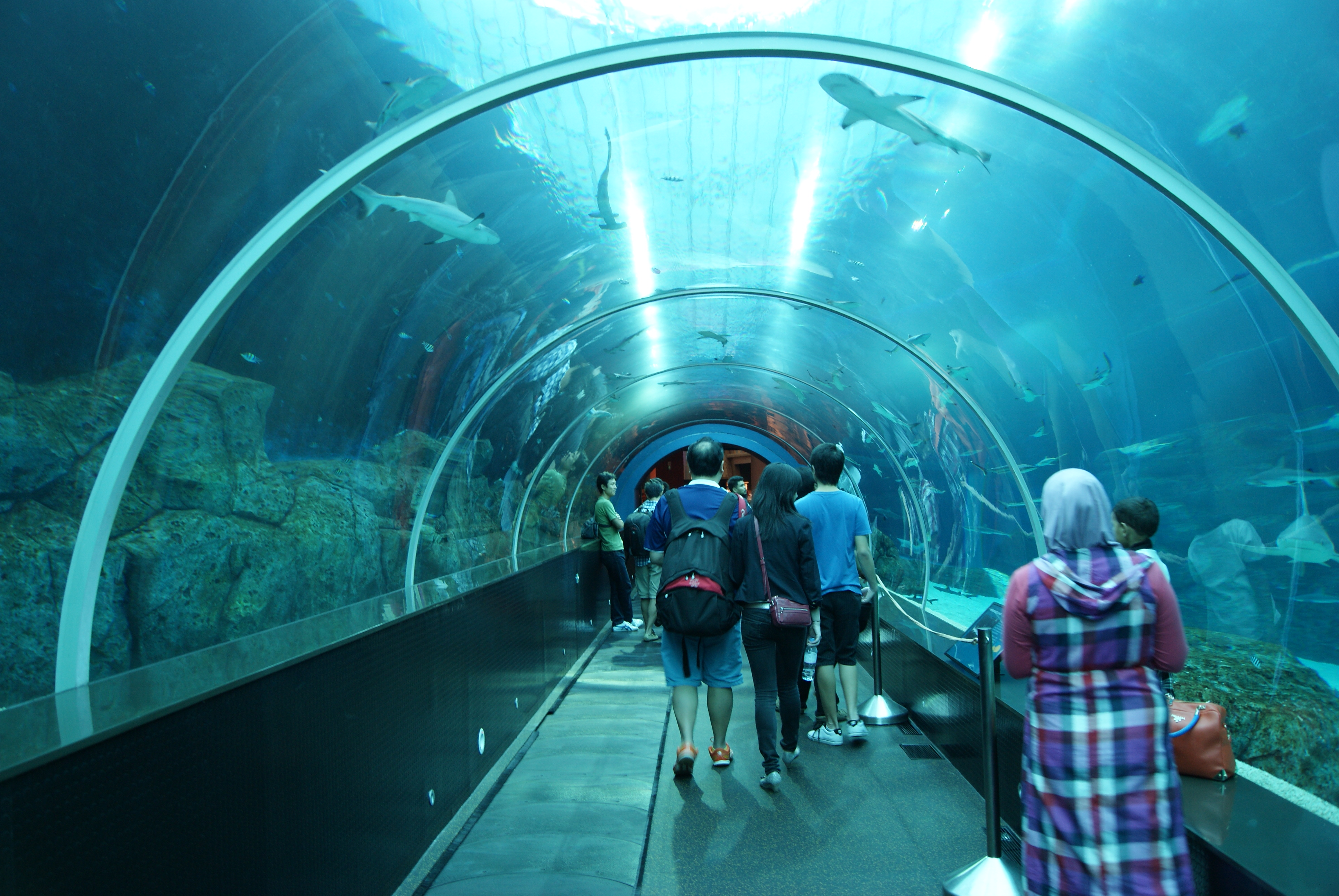
Een tunnel door een aquarium met haaien in het S.E.A. Aquarium Singapore

Een openbaar of publiek aquarium is een dierentuin met vissen en andere zeedieren. Het onderscheidt zich van een gewoon aquarium, waarbij vaak gedoeld wordt op een enkelvoudige waterbak met dieren. Een openbaar aquarium is echter een groot geheel aan verschillende aquaria met toegang voor bezoekers. Sinds de eerste openbare aquaria gebouwd werden halverwege de 19e eeuw is het een populair concept geworden, en sinds de 20e eeuw kan men overal ter wereld aquaria terugvinden. Dit kan gaan van erg klein, met slechts enkele aquariumtanks, tot zeer groot, met miljoenen liters water. De meeste huidige openbare aquaria proberen bezoekers op de hoogte te stellen van conservatie.

## Geschiedenis
Het eerste openbare aquarium opende in de London Zoo in mei 1853. Het stond bekend onder de naam Fish House. In het Barnum's American Museum in New York opende niet veel later, in 1856, het eerste Amerikaanse aquarium. Dit brandde echter later af. Drie jaar later opende de Boston Aquarial Gardens in de Amerikaanse stad Boston. Het startschot was toen gezet. Meerdere aquariums werden in de korte periode hierna geopend in Europa. Zo kende Duitsland enkele voorbeelden waaronder de Marine Aquarium Temple in de dierentuin van Hamburg en een aquarium in Berlijn. Ook in Engeland, Frankrijk en Oostenrijk ontstonden de eerste openbare aquariums.

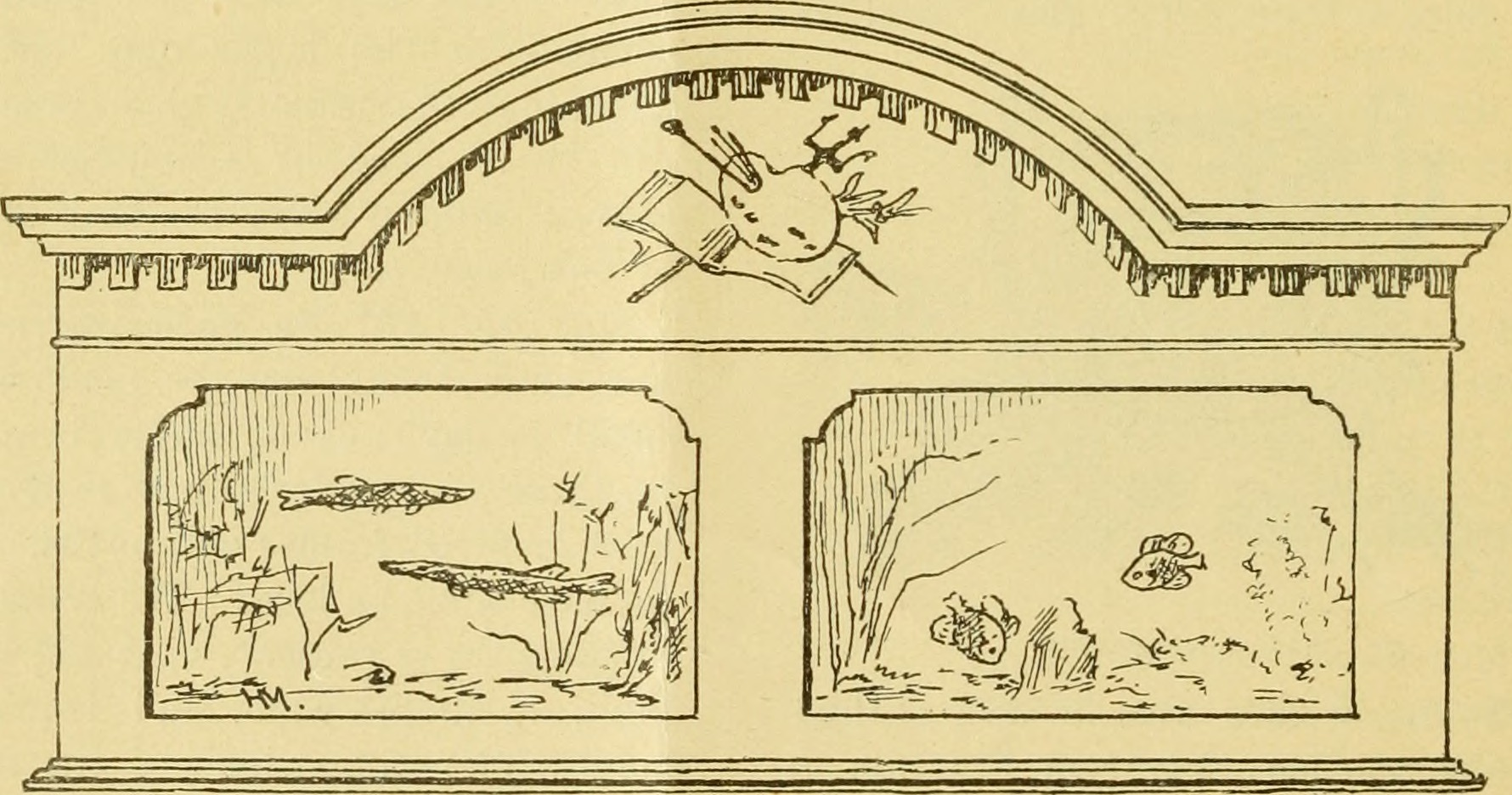
De standaardweergave van een aquarium in de 19e eeuw

Het eerste aquarium in Berlijn was niet dezelfde als we vandaag de dag kennen langs Zoo Berlin. Het toenmalige aquarium leefde onder de term Unter den Linden, langs de grote straat, in het centrum van de stad. De directeur was de bekende zoöloog Alfred Brehm. Deze focuste zich op educatie en natuurlijke verblijven. Zodoende werd het aquarium geschikt met echte rotsen voor een beter uitzicht, ook werden andere dieren dan vissen geïntegreerd zoals zeehonden en vogels. Het aquarium was drie verdiepingen hoog, vergelijkbaar met het huidige Berlijnse aquarium. Het was toen echter anders ingericht: machines op de begane grond, aquariums op de eerste verdieping en een grote volière voor vogels en enkele kooien met zoogdieren op de bovenste verdieping. Dit aquarium sloot zijn deuren in 1910. Het was het eerste aquarium dat op een meer natuurlijke manier was ingericht. Dit is een concept dat vanaf toen door vele openbare aquariums werd overgenomen.
Het eerste openbare aquarium in de Benelux werd gebouwd in Artis, Amsterdam in 1882. Dit aquarium is nog steeds publiekelijk toegankelijk, maar ondergaat een renovatie sinds 2021.
In 1928 waren er zo'n 45 openbare aquariums in de wereld. De populariteit daalde verschillende jaren door de druk van de Tweede Wereldoorlog, maar keerde hierna snel terug.
Het eerste oceanarium, een grootschalig zeepark met levende dieren, opende in 1938. Dit was Marineland in St. Augustine, Florida. Niet te verwarren met Marineland in Zuid-Frankrijk dat hedendaags bekendstaat om zijn orka's. Het eerste oceanarium had een groot bad waar dolfijnen getraind werden, nu staat zoiets bekend als een dolfinarium. Een oceanarium kan een combinatie zijn van een aquarium en dolfinarium, maar kan ook ruimer zijn dan dat. Het grootste oceanarium in Europa is het L'Oceanografic in Spanje. Dit heeft naast aquariums en dolfijnen ook pinguïns, reuzenschildpadden, tropische vogels en krokodillen. Bij een oceanarium spreekt men van een park dat gedeeltelijk in openlucht gebouwd is, terwijl een openbaar aquarium vaak volledig binnenshuis is.

## Creatie
Het overgrote merendeel van grote openbare aquariums zijn terug te vinden nabij de zee. Dit komt omdat vers zeewater regelmatig nodig is voor de dieren. Tevens ontvangen vele aquaria hun vissen en zeezoogdieren als dieren in nood of door vissers. Er zijn uitzonderingen op die regel, zoals het Georgia Aquarium, gelegen in de Verenigde Staten. Deze organisatie verkrijgt zijn water vanuit het reservoir en waterkanalen van de stad zelf. Het zout dat nodig is wordt gewoon aangekocht zoals aquaristen dat doen bij hun thuis-aquarium.

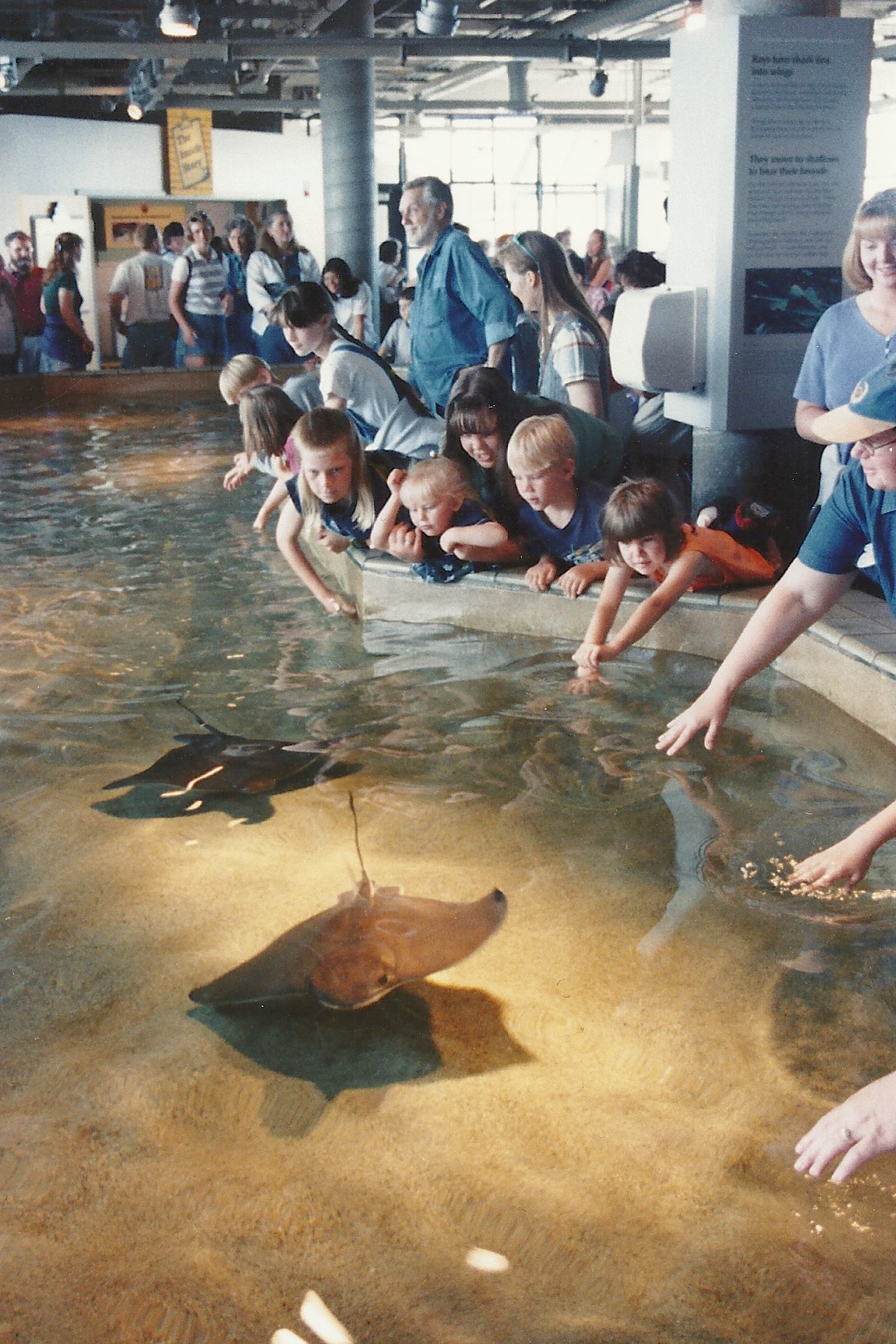
Een aanraakaquarium, ook wel Touch Pool genoemd, met koeneusroggen

Van de eerste openbare aquariums tot die van de 21 eeuw zijn er veel veranderingen plaatsgevonden. De oorspronkelijke stijl waarin het gebouwd werd is een lange gang met aan weerszijden aquariums. Deze 19e-eeuwse stijl zien we nog steeds terug bij oudere dierenparken zoals Zoo Antwerpen en Artis. Vele andere aquaria, al dan niet alleenstaand of in een dierentuin, kiezen vaak voor een avontuurlijkere stijl en aankleding. Zo worden de openbare aquariums van het bekende Sea Life-keten vaak in thema ingedeeld: regenwoud, rivieren, etc. met bijpassende diersoorten.
Niet enkel aankleding zorgt voor een vernieuwendere creatie binnen openbare aquaria. Een belangrijk onderdeel was het experimenteren met plexiglas in verschillende vormen en maten. Daar waar vroeger steeds rechthoekige glazen ramen werden gebruikt, worden nu regelmatig ook ronde aquaria gemaakt. Ook de grootte van het glas kan erg verschillen, met panelen tot meer dan 30 meter lang. Het grootste aquariumpaneel is 39,65 meter lang en 8,3 meter hoog, te bezichtigen in het Cube Oceanarium. Dit aquarium opende in 2015 zijn deuren en dit paneel is maar 0,05 meter langer dan de vorige recordhouder: Chimelong Ocean Kingdom. Beide parken zijn gelegen in China.
In januari 1985 werd de eerste tunnel gemaakt door een aquariumtank heen. Dit was in Kelly Tarlton's Sea Life Aquarium in Nieuw-Zeeland. Onder de vissen door wandelen was toen een nieuw concept dat aquaria wereldwijd intussen  hebben overgenomen. Deze eerste tunnel was zo'n 110 meter lang en het ronde glas werd gemaakt in Duitsland. Verschillende soorten haaien zwommen in het aquarium waar de bezoeker tussen kon wandelen. Dit soort tunnels, vaak bestempeld als haaientunnels, kunnen we tegenwoordig in de Benelux terugvinden in Pairi Daiza, Diergaarde Blijdorp, Burgers' Zoo, Sea Life Blankenberge, Sea Life Scheveningen en Fort Kijkduin. Voorheen was dit ook het geval in Aquatopia tot dat dit aquarium permanent zijn deuren sloot in 2017. Het oudste tunnelaquarium is gelegen in Sea Life Scheveningen.
De bouw van een openbaar aquarium is vaak erg duur. Prijzen kunnen stijgen tot ver boven 100 miljoen euro. Toch zijn er volgens de MarineBio Conservation Society meer dan 200 openbare aquariums ter wereld.
Een nieuw concept dat enkele decennia geleden in aquaria werd geïntroduceerd is zijn aanraakaquariums, ook wel aanraakbasins genoemd. Dit komt van het Engelse woord Touch Pool. Bezoekers kunnen letterlijk zeedieren aaien. Dit kan gaan van zeesterren, tot koeneusroggen en kleinere haaiensoorten zoals bamboehaaien. Ook de Garra rufa is hierbij erg populair, de kleine vissen die vaak worden ingezet bij voetenbaden voor een gezondere huid.

## Records

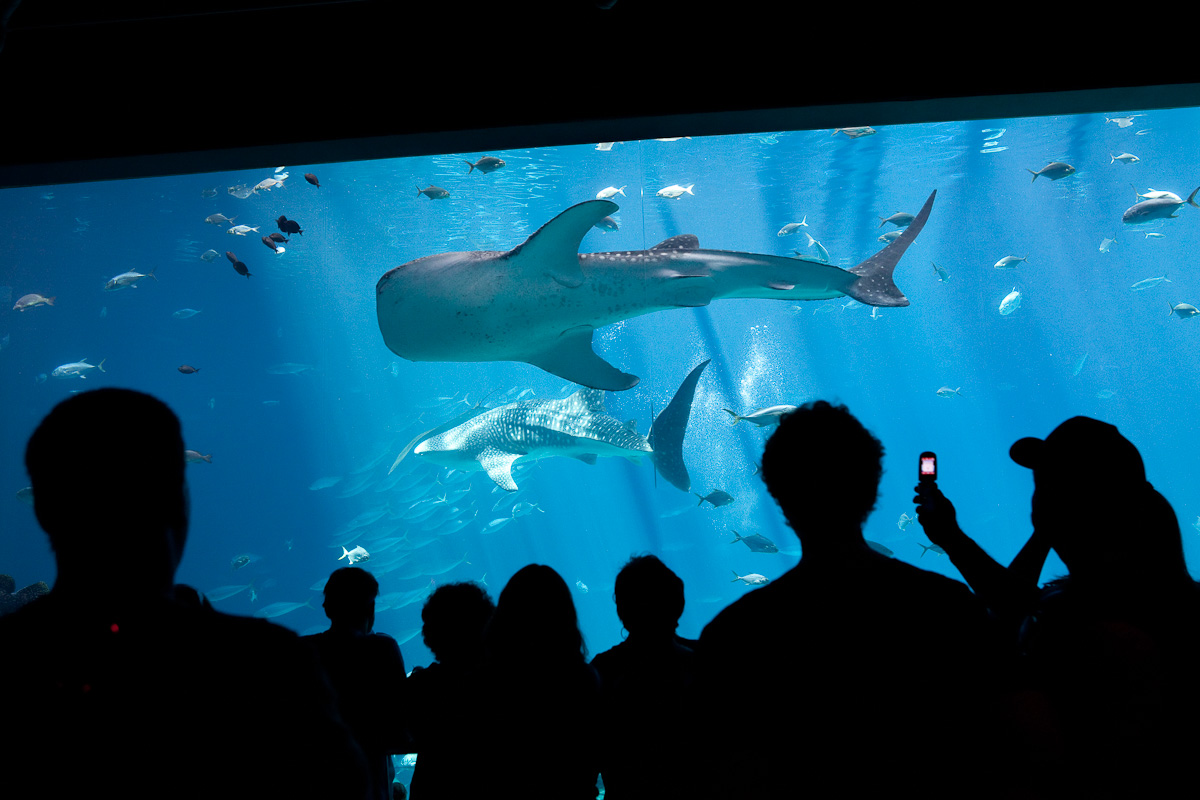
Twee walvishaaien in het Georgia Aquarium in Atlanta. Dit was jarenlang de grootste aquariumtank ter wereld op basis van watervolume.

Sinds de 21e eeuw zijn er opnieuw vele openbare aquariums gebouwd. Tegenwoordig worden er vele records gebroken omdat specialisatie dit toelaat.
De top 5 van openbare aquariums wereldwijd met het grootste watervolume zijn:
1. SeaWorld Abu Dhabi (Verenigde Arabische Emiraten) met 58 miljoen liter water.
2. Chimelong Ocean Kingdom (China) met 48,75 miljoen liter water.
3. S.E.A. Aquarium Singapore met 45 miljoen liter water.
4. L'Oceanografic (Spanje) met 41,6 miljoen liter water.
5. Georgia Aquarium (Verenigde Staten) met ca. 40 miljoen liter water.

In deze top 5 zien we echter alleen het totale volume verdeeld over alle aquariumtanks binnen het openbaar aquarium. De grootste opzichzelfstaande aquariumtanks zijn de volgende:
1. SeaWorld Abu Dhabi (Verenigde Arabische Emiraten) met 25 miljoen liter water in de Endless Ocean-tank.
2. Georgia Aquarium (Verenigde Staten) met 23,8 miljoen liter water in de aquariumtank Ocean Voyager.
3. Chimelong Ocean Kingdom (China) met 22,7 miljoen liter water in het Whale Shark Exhibit Aquarium in het themagebied Ocean Beauty.
4. Epcot (Verenigde Staten) met 21,6 miljoen liter water in de attractie The Seas with Nemo & Friends.
5. S.E.A. Aquarium Singapore met 18,17 miljoen liter water in de Open Ocean-tank.

Het grootste aquarium ter wereld is naar eigen zeggen SeaWorld Abu Dhabi, zowel qua totaalvolume als op basis van de grootste tank. Het Chimelong Ocean Kingdom, dat in 2014 zijn deuren opende, bezat deze titel tot de opening van dit SeaWorldpark in mei 2023. De grootste aquariumtank behoorde tot het Georgia Aquarium tussen 2005 en 2023. Ook dit record werd door de opening van SeaWorld Abu Dhabi in mei 2023 verbroken, voor het eerst in meer dan vijftien jaar. Attractiepark Epcot was tot het jaar 1986 recordhouder. Het grootste aquarium qua oppervlakte is vaak moeilijk te bepalen, doordat niet elk aquarium alleenstaand is. Zo is het L'Oceanogràfic in Valencia (Spanje) een oceanarium of waterdierenpark. Chimelong Ocean Kingdom is dan weer onderdeel van een pretpark. Het S.E.A. Aquarium in Singapore en het Georgia Aquarium zijn wel losstaande openbare aquaria.

## Collecties

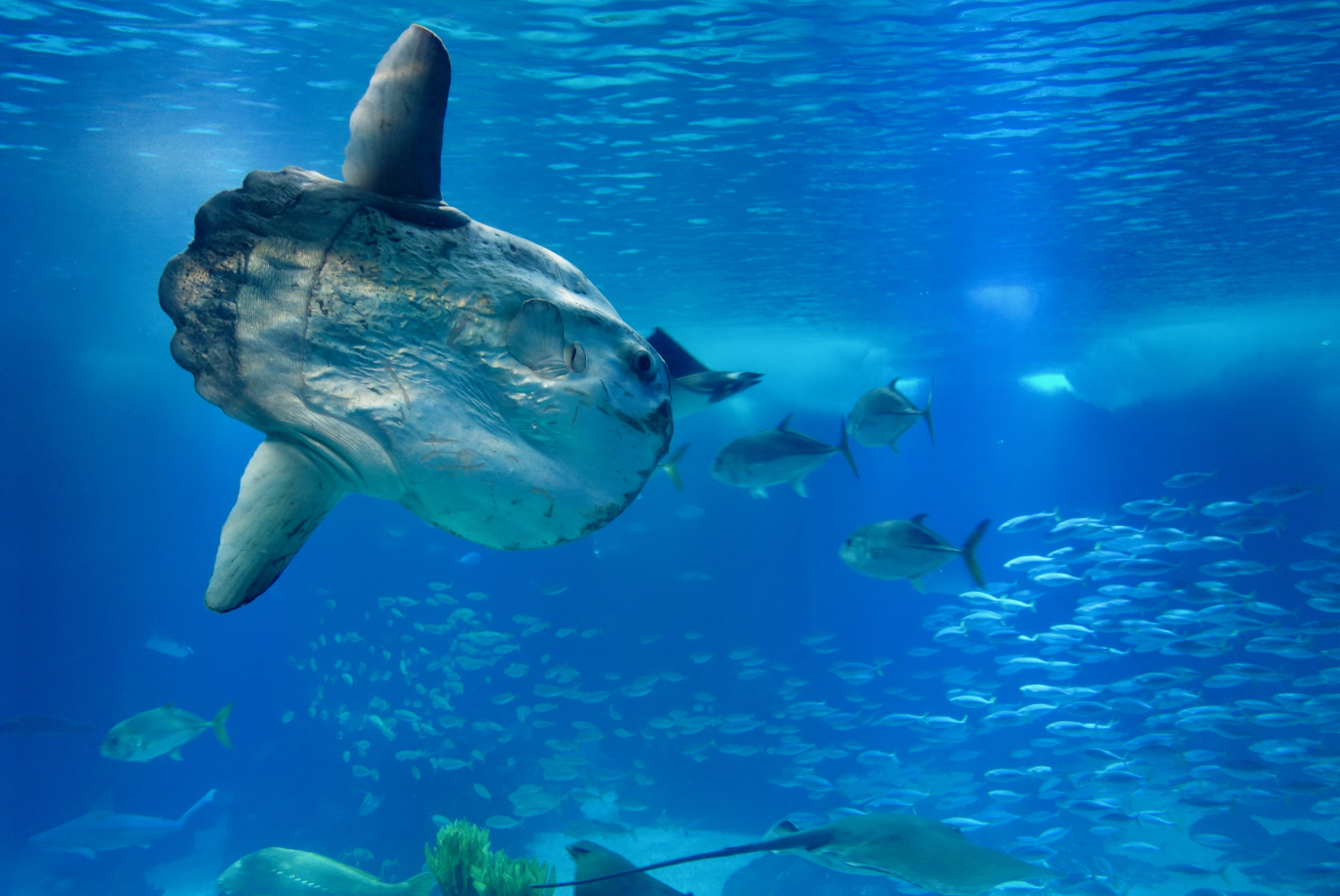
Een maanvis (Mola mola) in het Oceanário de Lisboa

Openbare aquariums proberen vaak een verscheidenheid aan diersoorten weer te geven aan het publiek. Zeker grotere aquaria gaan vaak gepaard met zeezoogdieren zoals zeehonden, zeeotters, dolfijnen, etc. Maar ook watervogels, reptielen en amfibieën kunnen vaak worden aangetroffen. Sommige aquaria kiezen ervoor hun gebouw of park in te delen in themagebieden.
Veelvoorkomende publiekstrekkers in openbare aquaria zijn zeepaardjes, haaien, zeeschildpadden, octopussen en kwallen. Ook vissen zoals de driebandanemoonvis uit de film Finding Nemo worden regelmatig aan het publiek getoond.
Een elite aantal openbare aquariums in de wereld tonen hun bezoekers zeer grote vissoorten. De walvishaai, de grootste vis ter wereld, kan worden gezien in een handvol aquaria waaronder het Georgia Aquarium, Chimelong Ocean Kingdom, Okinawa Churaumi-aquarium en Cube Oceanarium. Ook hamerhaaien, de Mola mola en reuzenmanta's worden soms in openbare aquariums gehouden. De enige reuzenmanta in Europa leeft in het Nausicaa aquarium in Frankrijk.
Sinds de 21e eeuw wordt er ook regelmatig geëxperimenteerd met diepzeevissen. Enkele openbare aquaria zoals het Monterey Bay Aquarium in de Verenigde Staten en het Numazu Deep Sea Aquarium in Japan hebben hier al succes mee ondervonden.
Het Monterey Bay Aquarium is overigens het enige aquarium ter wereld dat al enkele malen met succes een witte haai heeft kunnen huisvesten. Dit waren jonge exemplaren en werden meestal terug vrijgelaten na enkele maanden.

## Galerij

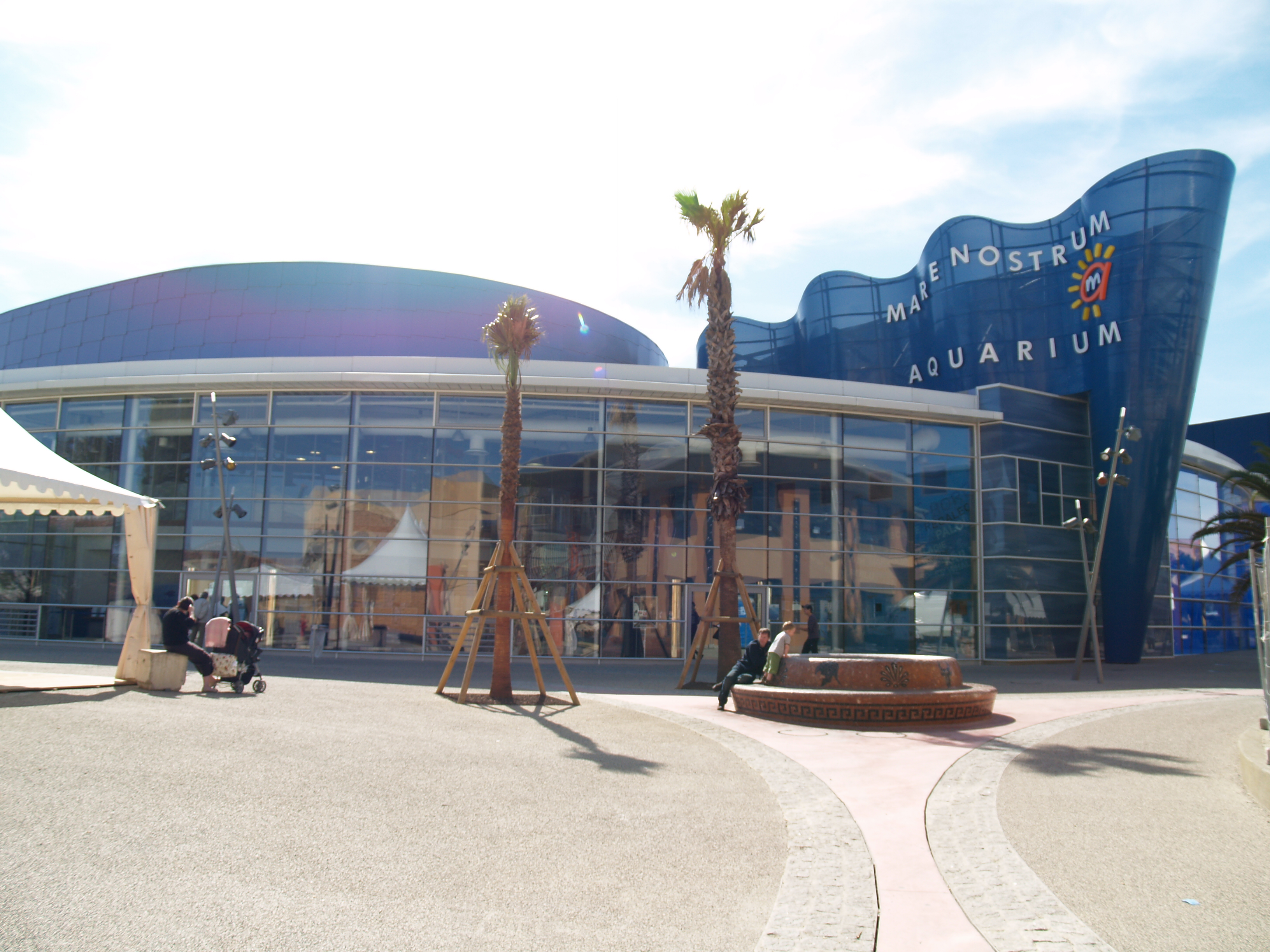
Ingang van het aquarium Planet Ocean World, voorheen bekend als het Mare Nostrum Aquarium, in Frankrijk.
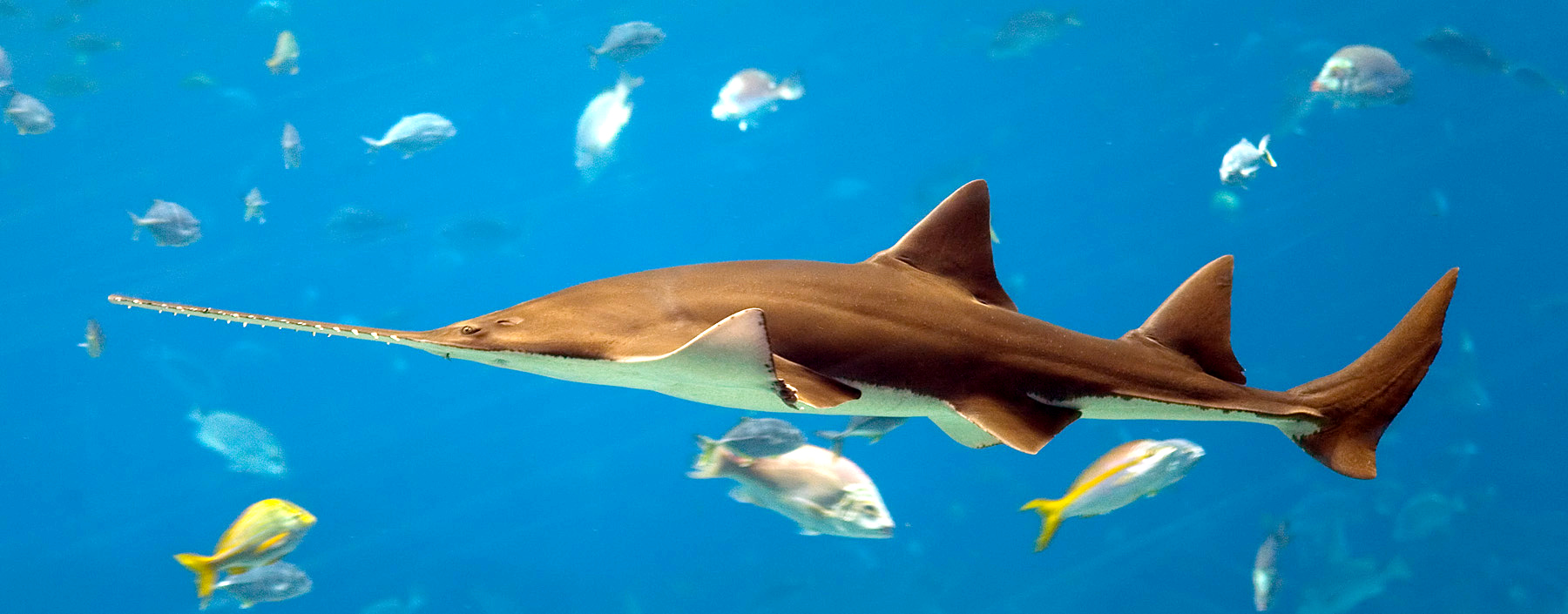
Een groottandzaagvis uit het Georgia Aquarium.
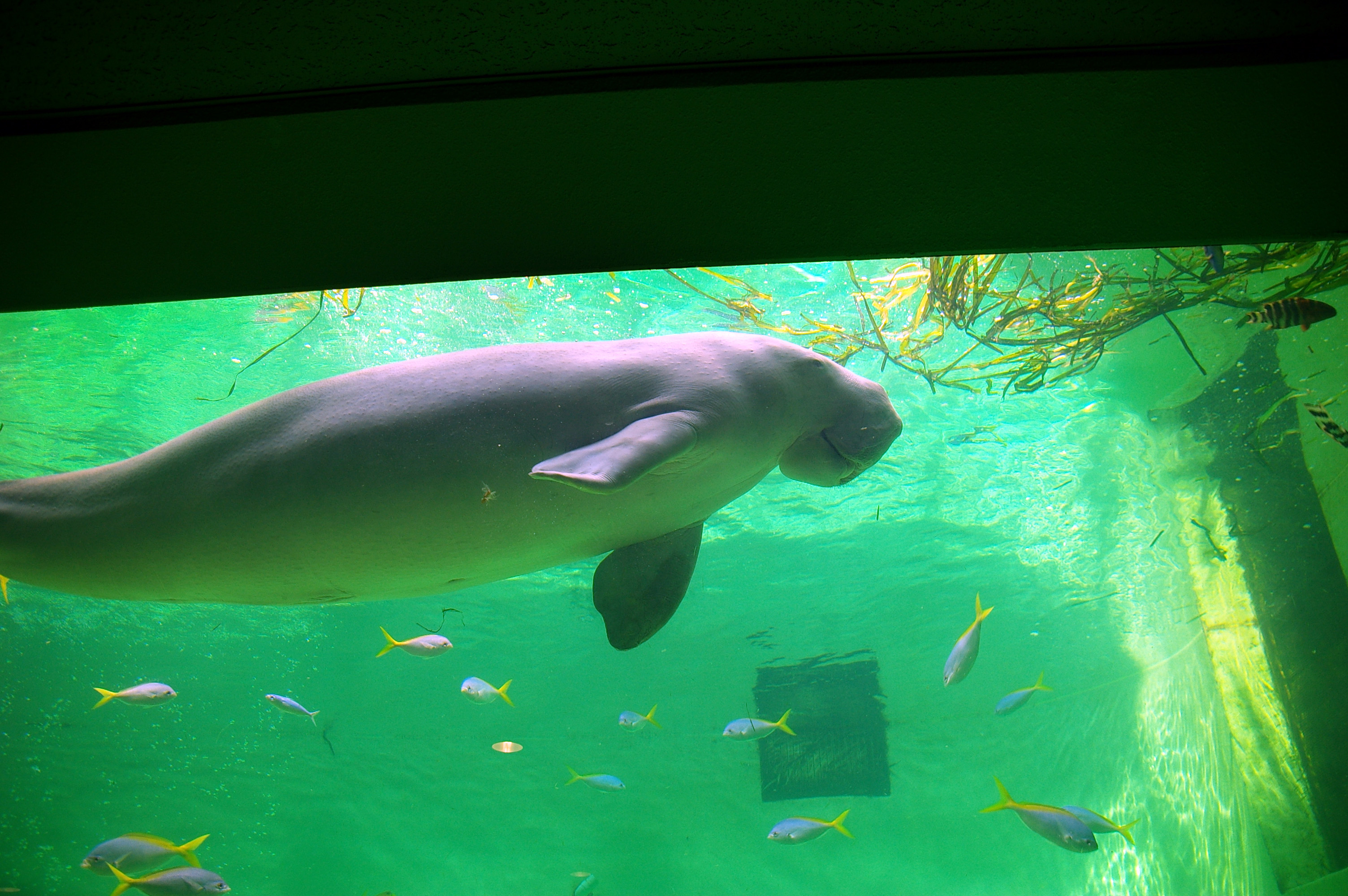
Een doejong in het Toba aquarium in Japan. Deze soort wordt vrijwel nergens in de wereld nog in gevangenschap gehouden.
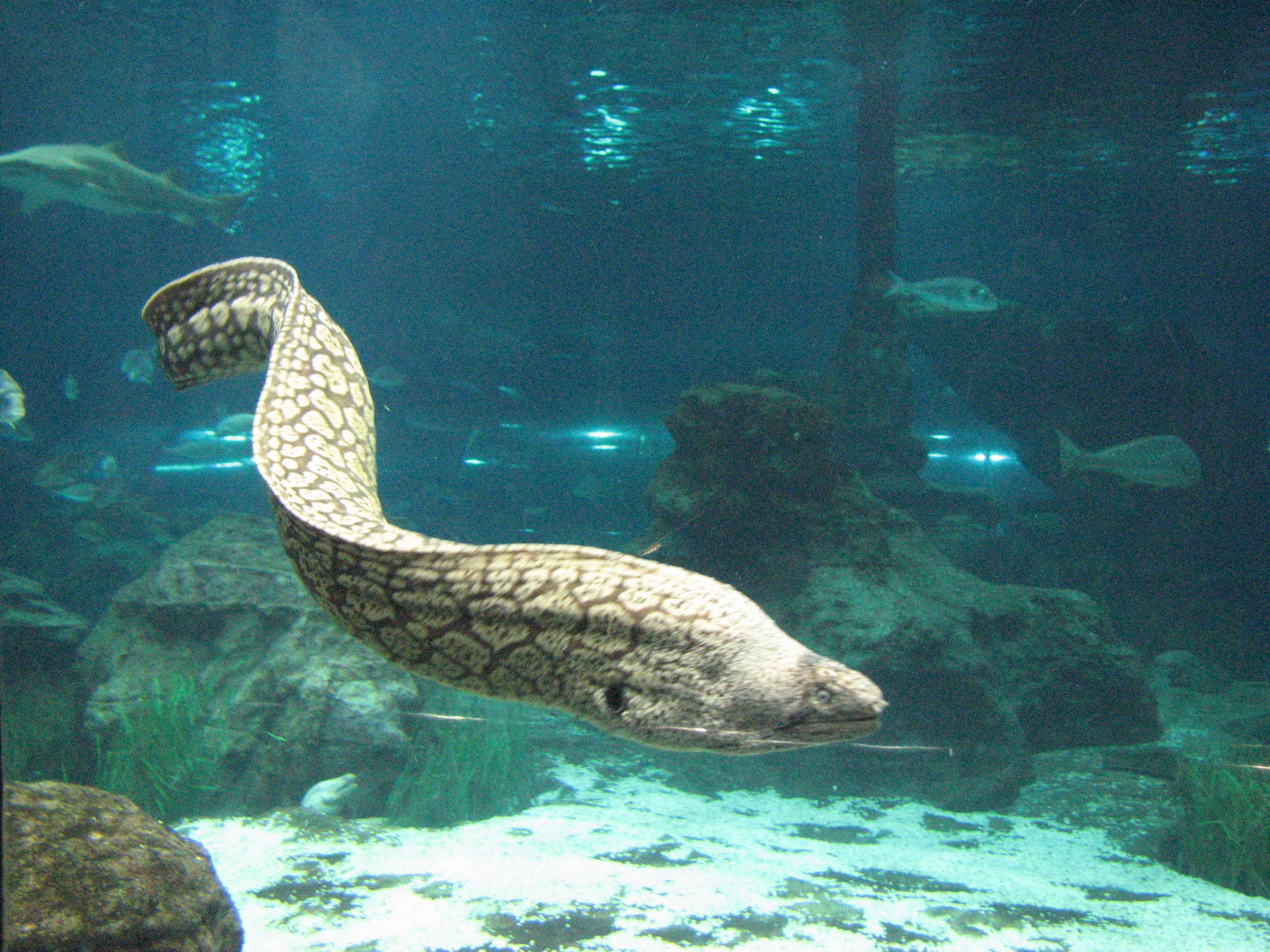
Europese murene uit het aquarium van Barcelona.
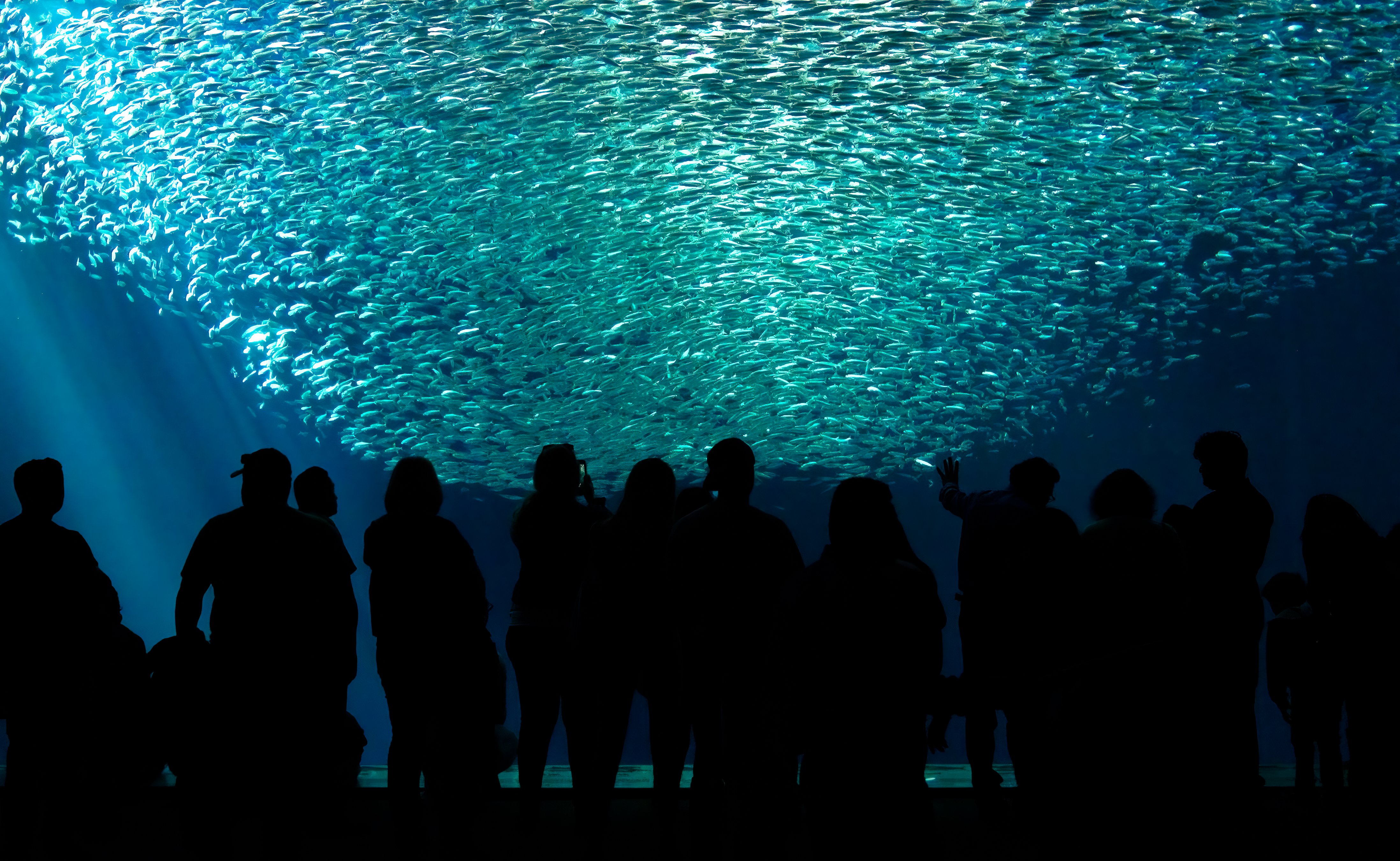
Een school sardines in het Monterey Bay Aquarium.
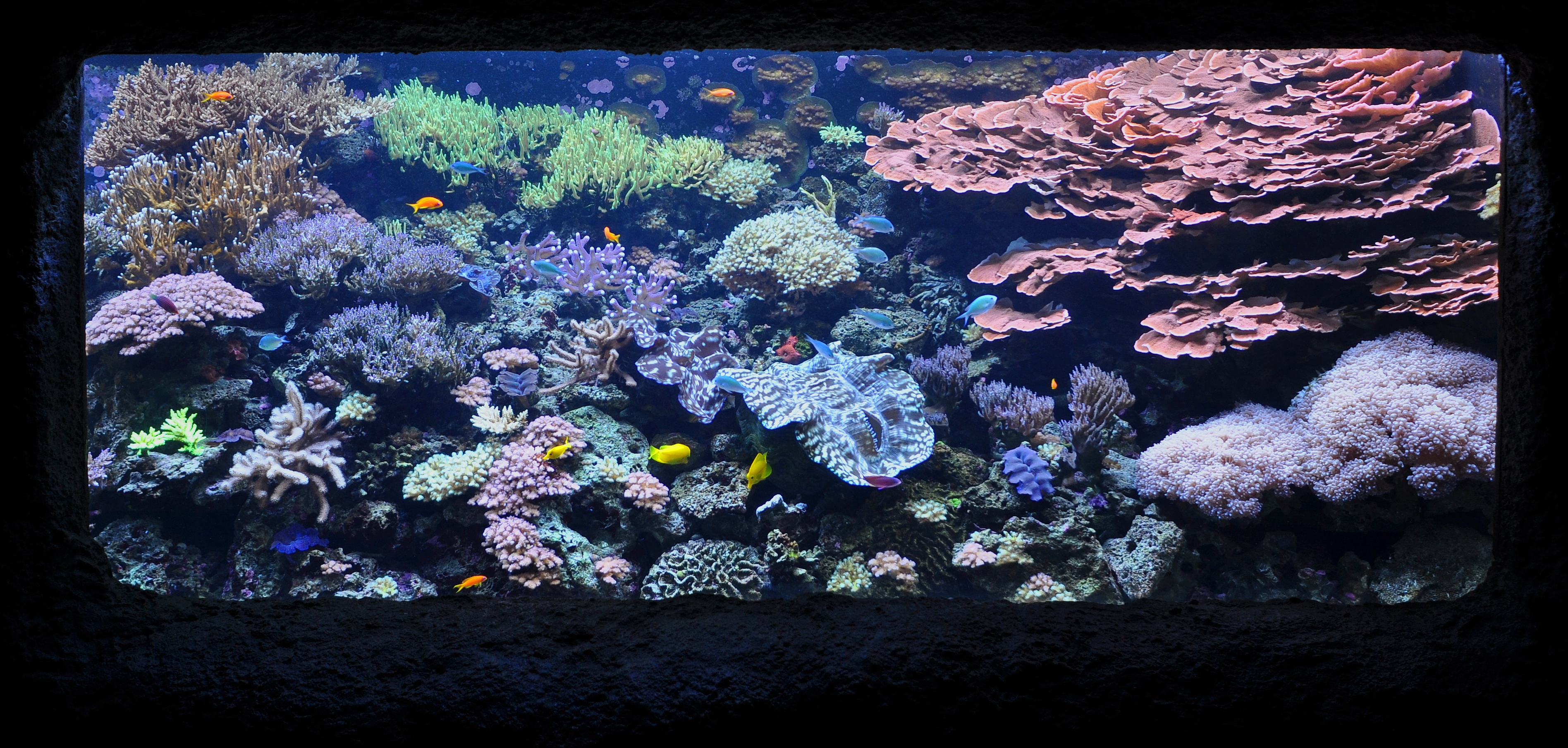
Een koraalaquarium in het aquarium van Seattle.
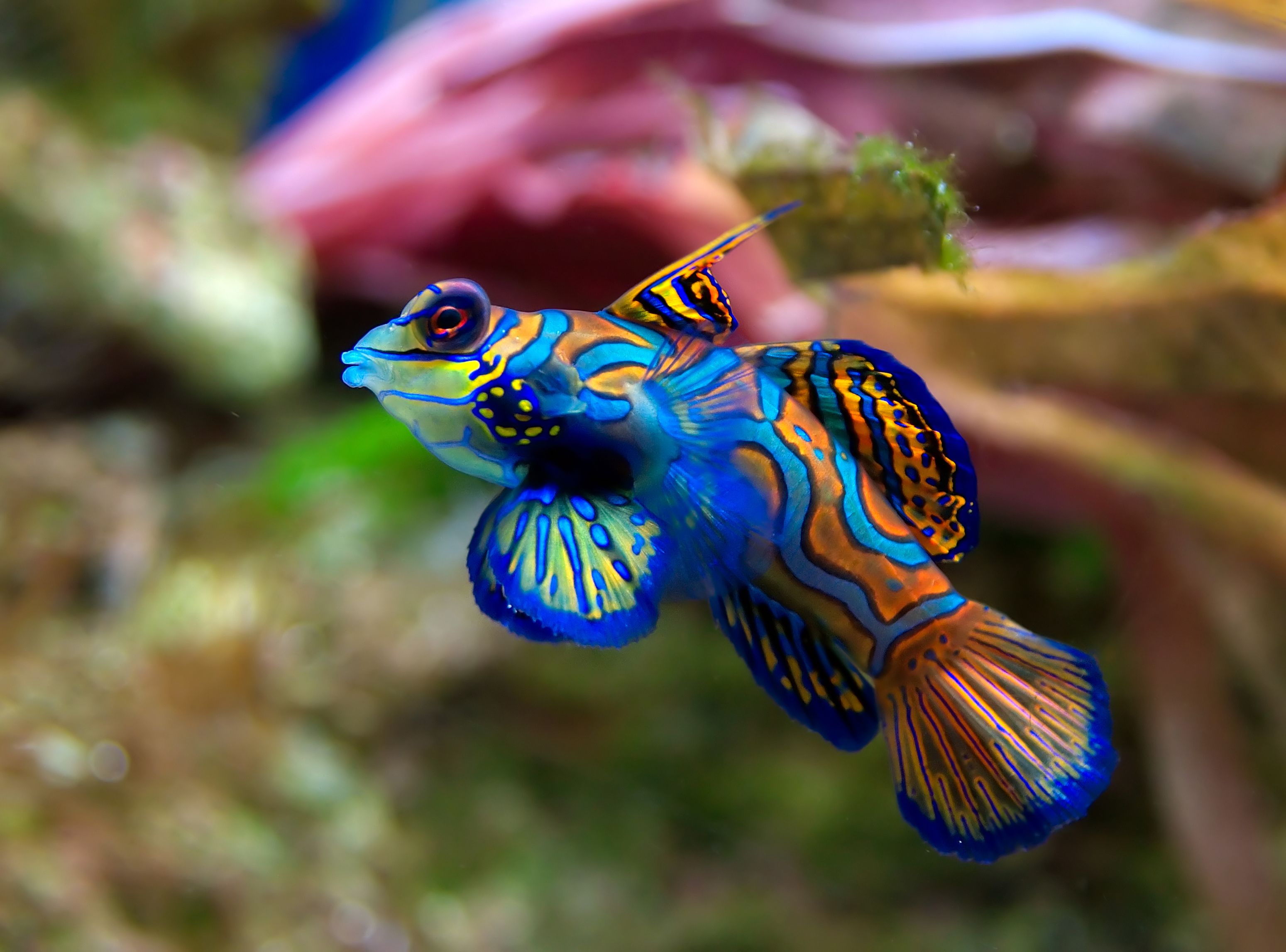
De blauwe mandarijnpitvis is door zijn kleuren een populaire aquariumvis.
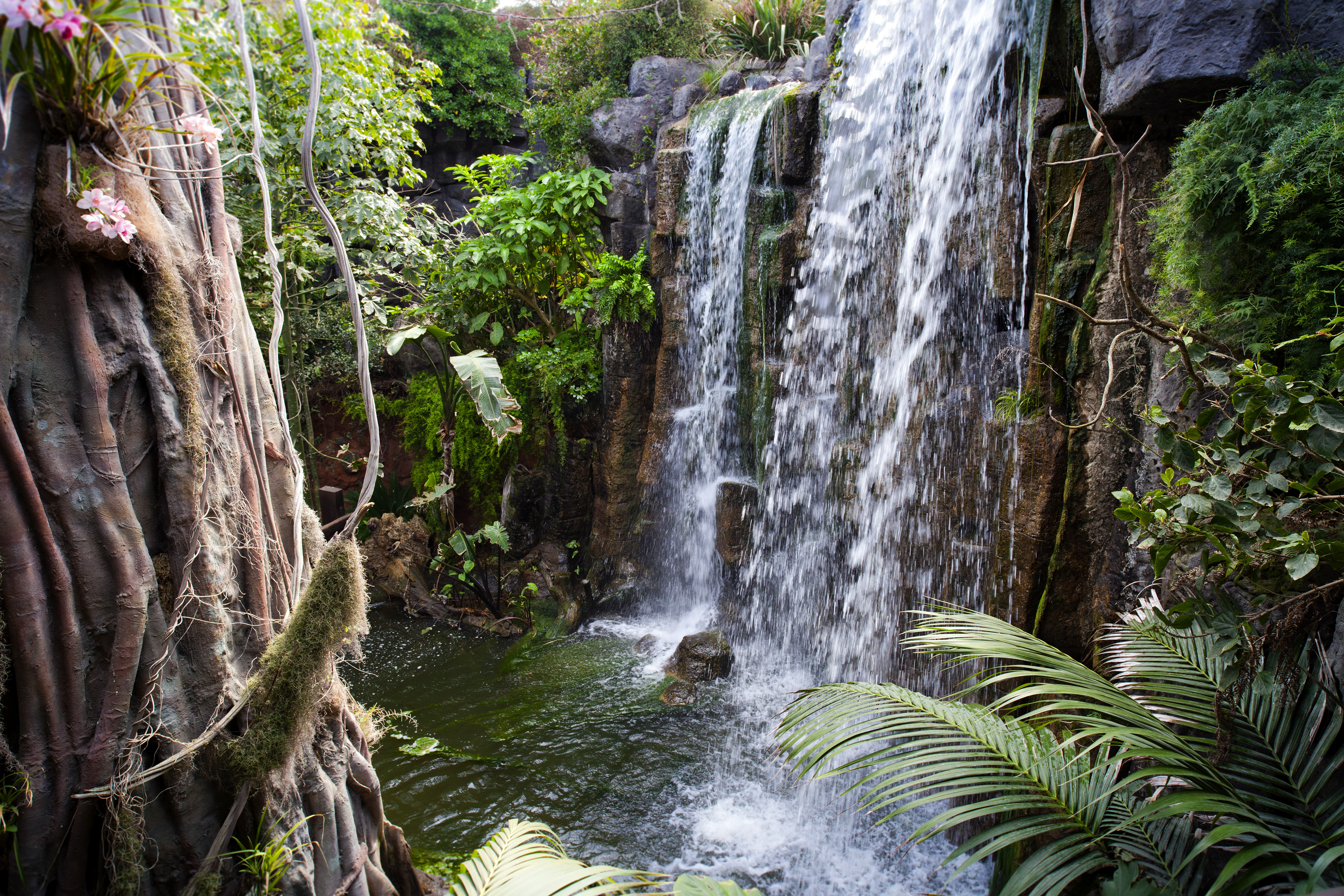
Een tropisch regenwoud in het Palma Aquarium.
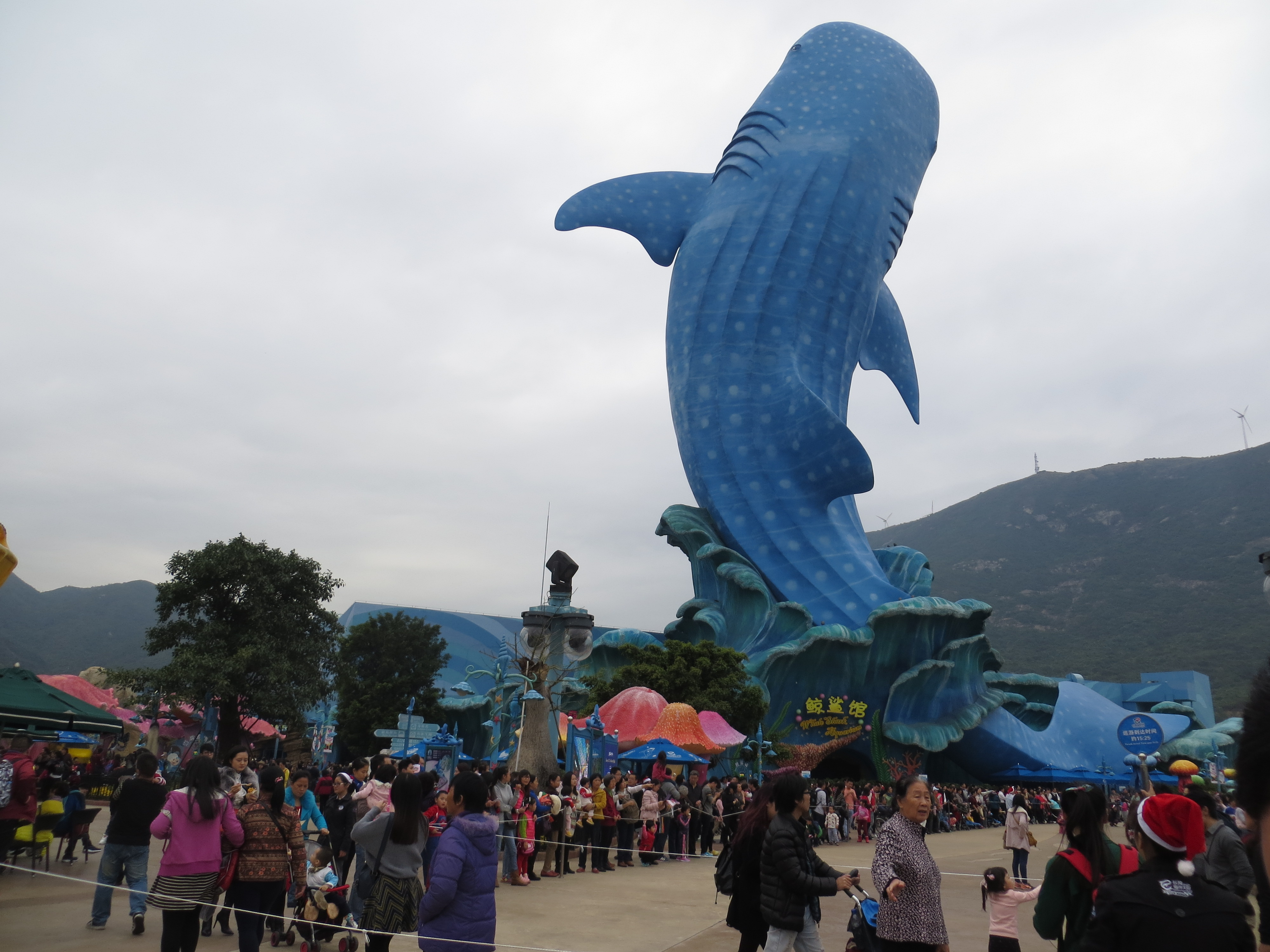
Het uitzicht van het bekende Whale Shark Aquarium in Chimelong Ocean Kingdom.
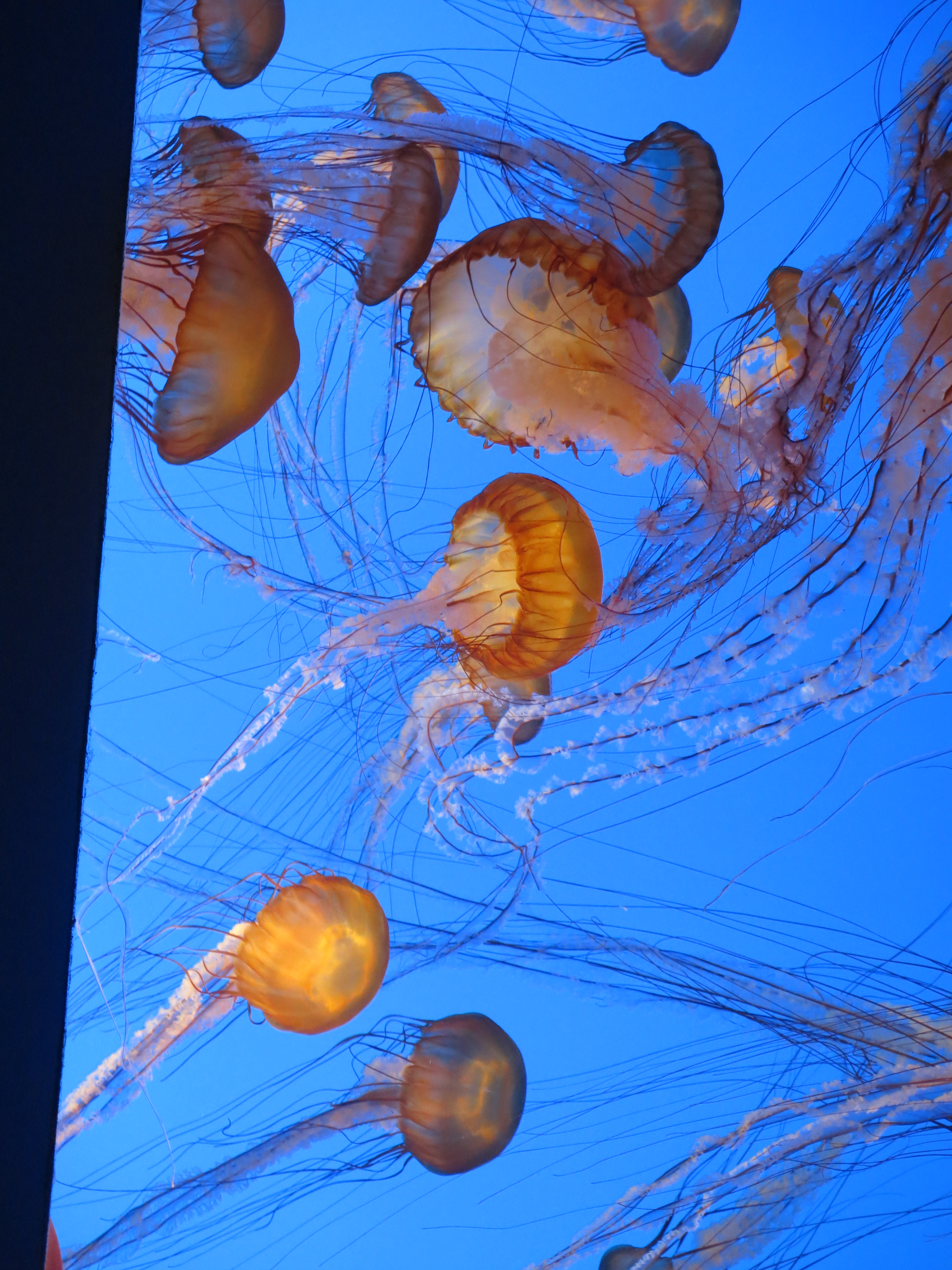
Zeenetels in het Monterey Bay Aquarium.
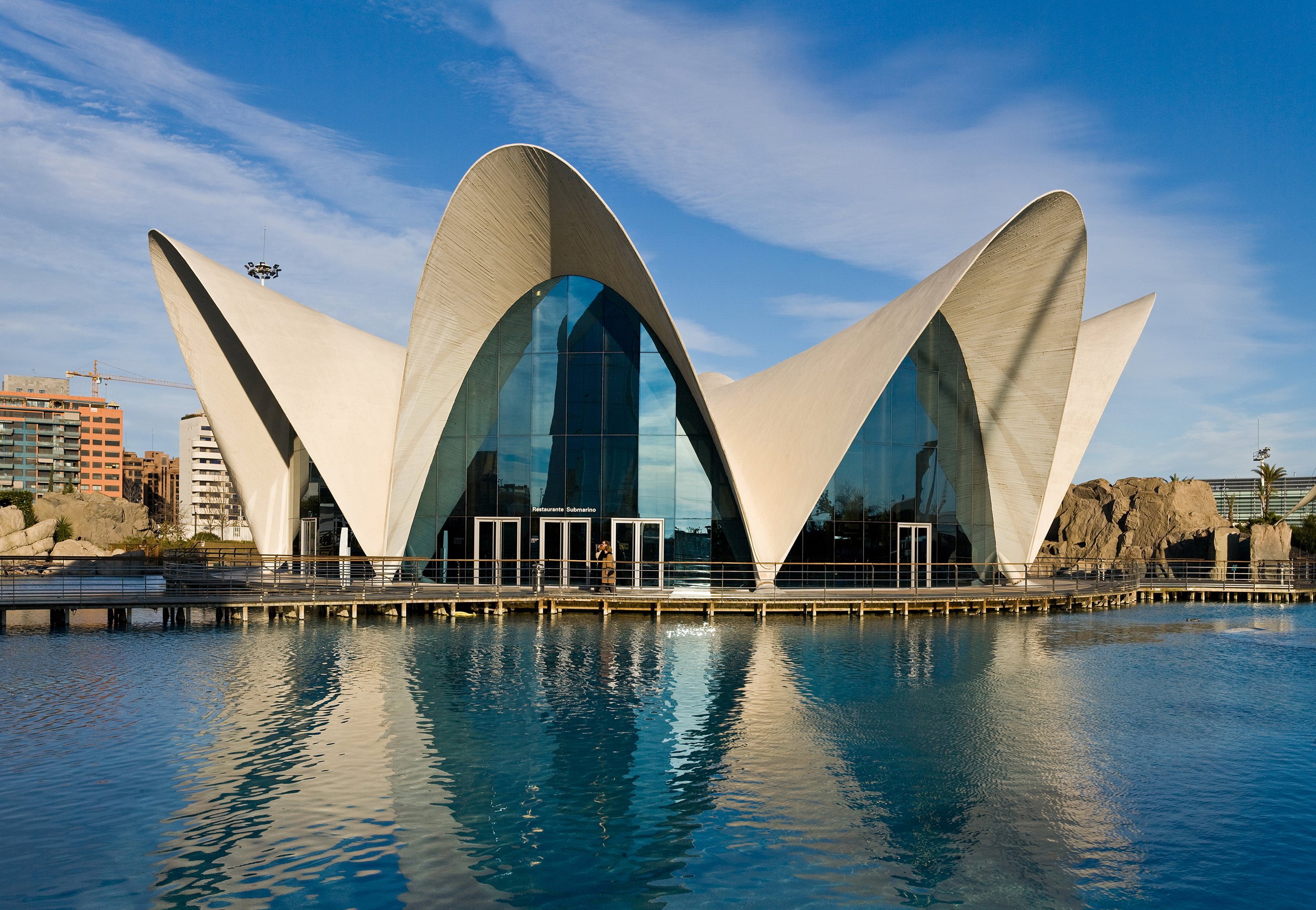
L'Oceanografic
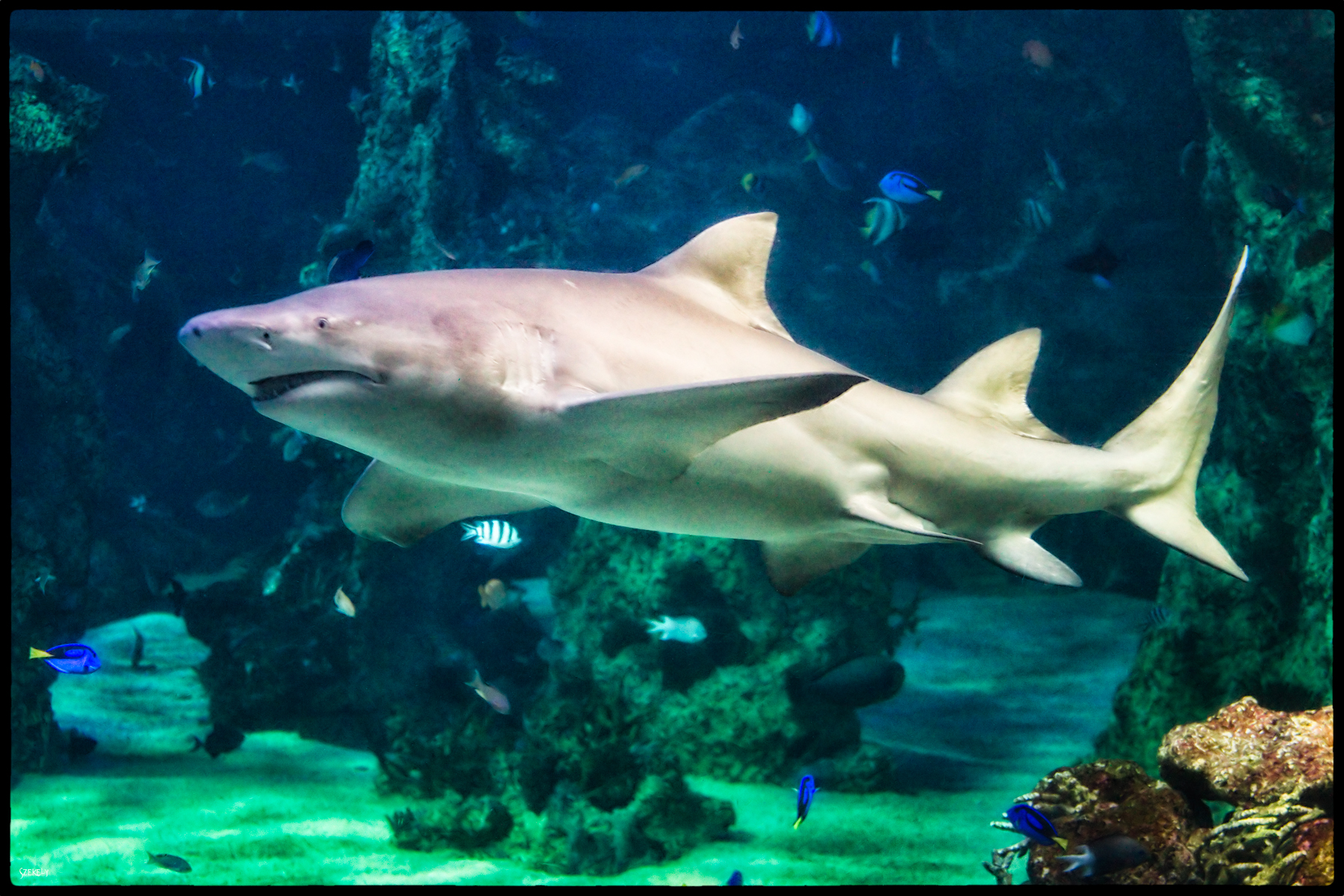
Een citroenhaai in het Australische Sydney Aquarium.